# Burg Burgwedel
Die Burg Burgwedel ist eine abgegangene hochmittelalterliche Burg des Herzogtums Braunschweig-Lüneburg im Zentrum des Ortsteils Großburgwedel der Stadt Burgwedel in der Region Hannover in Niedersachsen.

## Geschichte
Es ist keine historische Überlieferung bekannt, die Aufschlüsse über die Ursprünge der Burg gibt. Der 1179 erstmals belegte Ortsname setzt allerdings eine Burg voraus. 1318 wird eine „Grafschaft über dem Moor“ mit dem Mittelpunkt Burgwedel erwähnt. Sie befand sich mindestens seit dem Ende des 13. Jahrhunderts in den Händen der Herzöge von Lüneburg. Schon 1323 wurde sie zum ersten Mal verpfändet. 1371 wurde bei einer weiteren Verpfändung an die Saldern zum ersten Mal ausdrücklich die Burg erwähnt und die Grafschaft hieß erstmals „Burgwedel“. Im selben Jahr erfolgte ein Neubau der Burg, die um 1400 weiter ausgebaut wurde. Die Herren von Saldern bauten in der Folge Burgwedel zum Herrschaftsmittelpunkt und Sitz einer umfangreichen Vogtei aus. 1426 wurde die Burg Burgwedel auf Befehl der Herzöge von Braunschweig-Lüneburg durch die Bürger von Braunschweig, Lüneburg und Hannover abgerissen. An ihrer Stelle wurde ein Vogteihof errichtet. Möglicherweise geschah dies als Folge einer Beschädigung der Burg während einer Brandschatzung Burgwedels durch Hildesheimer Truppen in der Kleinen Hildesheimer Stiftsfehde im Jahr 1422. Der Bergfried scheint aber weiter bestanden zu haben, denn 1437 ist dort laut einer Urkunde „eine Tonne Bier“ getrunken worden.
1647 wurde ein erster Amtshof an der heutigen Stelle errichtet. Dieser besteht heute aus einem langgestreckten, zweigeschossigen Fachwerkbau mit Walmdach, dessen nördlicher Teil wohl ins 17. Jahrhundert zurückreicht.

## Lage
Die Burg ist nicht sicher lokalisiert, wird aber 300 m nördlich der Kirche vermutet. 1651 sollen noch „Reste des alten Mauerwerks in erheblichem Umfang“ in der Erde vorhanden gewesen sein. Im 19. Jahrhundert war noch ein Teil des Wassergrabens vorhanden.